# 1949 في لبنان
فيما يلي قوائم الأحداث التي وقعت خلال عام 1949 في لبنان.

## سياسة

### انتهاء فترة المنصب
- 1 يناير – حسين طليع مشيخة عقل الموحدين الدروز في لبنان.

## مواليد

### يناير
- 1 يناير – جبور الدويهي
- 1 يناير – حسن منيمنة
- 1 يناير – صولانج الجميل سياسية لبنانية.
- 1 يناير – علي الزين ممثل لبناني.

### فبراير
- 25 فبراير – أمين معلوف

### مارس
- 27 مارس – نادية أرسلان ممثلة لبنانية.

### أبريل
- 10 أبريل – بلال العلايلي

### مايو
- 3 مايو – نعيم حسن عالم دين درزي لبناني.

### يوليو
- 13 يوليو – ليلى شهيد دبلوماسية فلسطينية.
- 22 يوليو – أحمد الطيبي

### أغسطس
- 7 أغسطس – وليد جنبلاط سياسي لبناني.

### سبتمبر
- 6 سبتمبر – سونيا فارس مصممة أزياء لبنانية.

### أكتوبر
- 7 أكتوبر – غبريال يارد ملحن لبناني.

### نوفمبر
- 25 نوفمبر – سليم سعادة

## وفيات

### يناير
- 1 يناير – حسين طليع (مواليد 1853) عالم دين مسلم درزي.
- 8 يناير – يوسف عبد الخالق (مواليد 1882) خطاط لبناني.

### يونيو
- 1 يونيو – خليل مطران (مواليد 1872) شاعر القطرين و رائد الإتجاه الوجداني.

### يوليو
- 8 يوليو – أنطون سعادة (مواليد 1904) سياسي لبناني.

### سبتمبر
- 14 سبتمبر – مصطفى أبو عز الدين (مواليد 1878) طبيب لبناني.